# Denkmal (Northen)

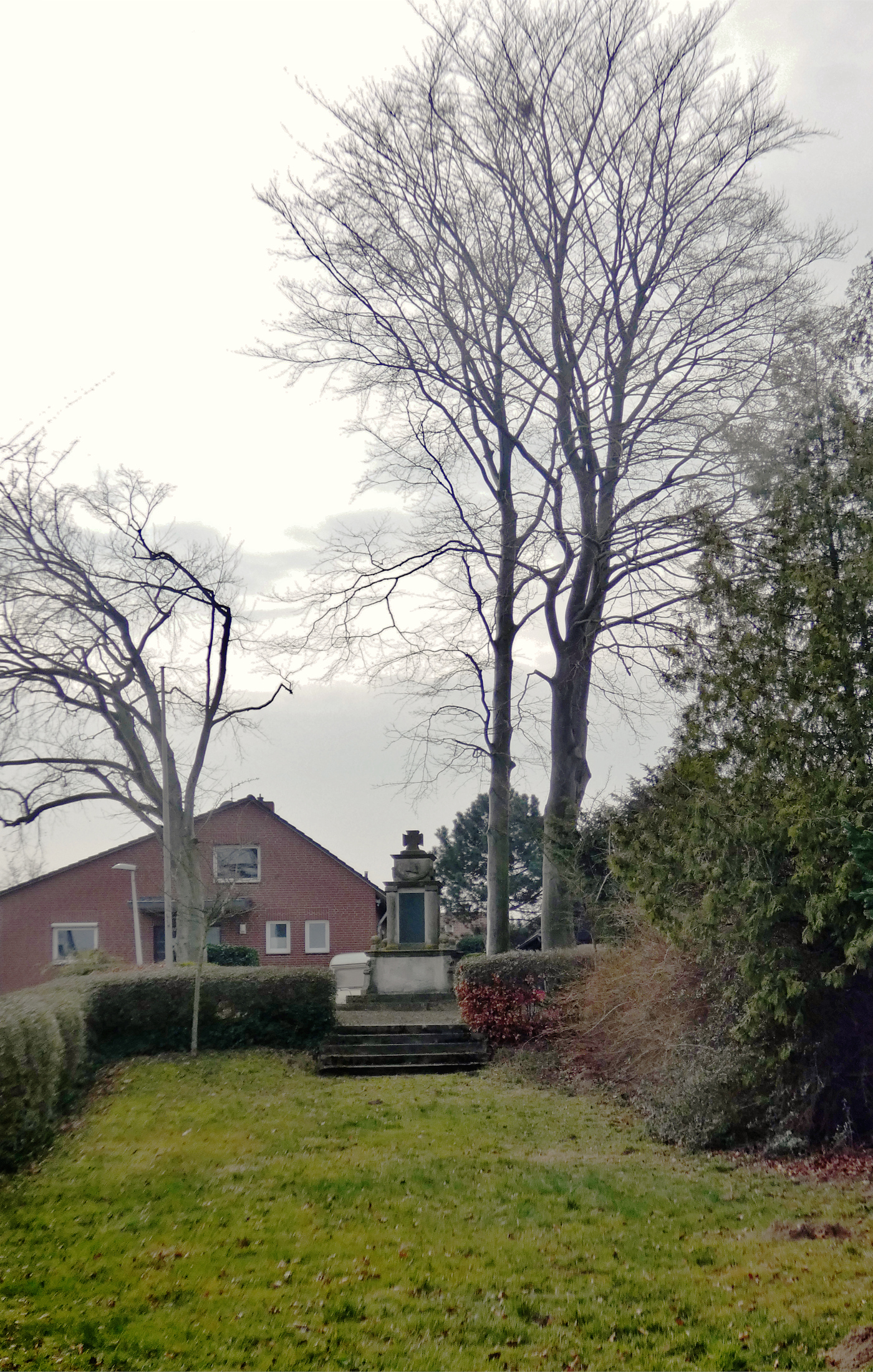
Das Northener Denkmal

Das Denkmal ist ein denkmalgeschütztes Kriegerdenkmal in Northen, einem Stadtteil von Gehrden in der Region Hannover in Niedersachsen.
Am zumeist einfach Denkmal genannten Denkmal finden die jährlichen Gedenkfeiern Northens am Volkstrauertag statt.

## Beschreibung

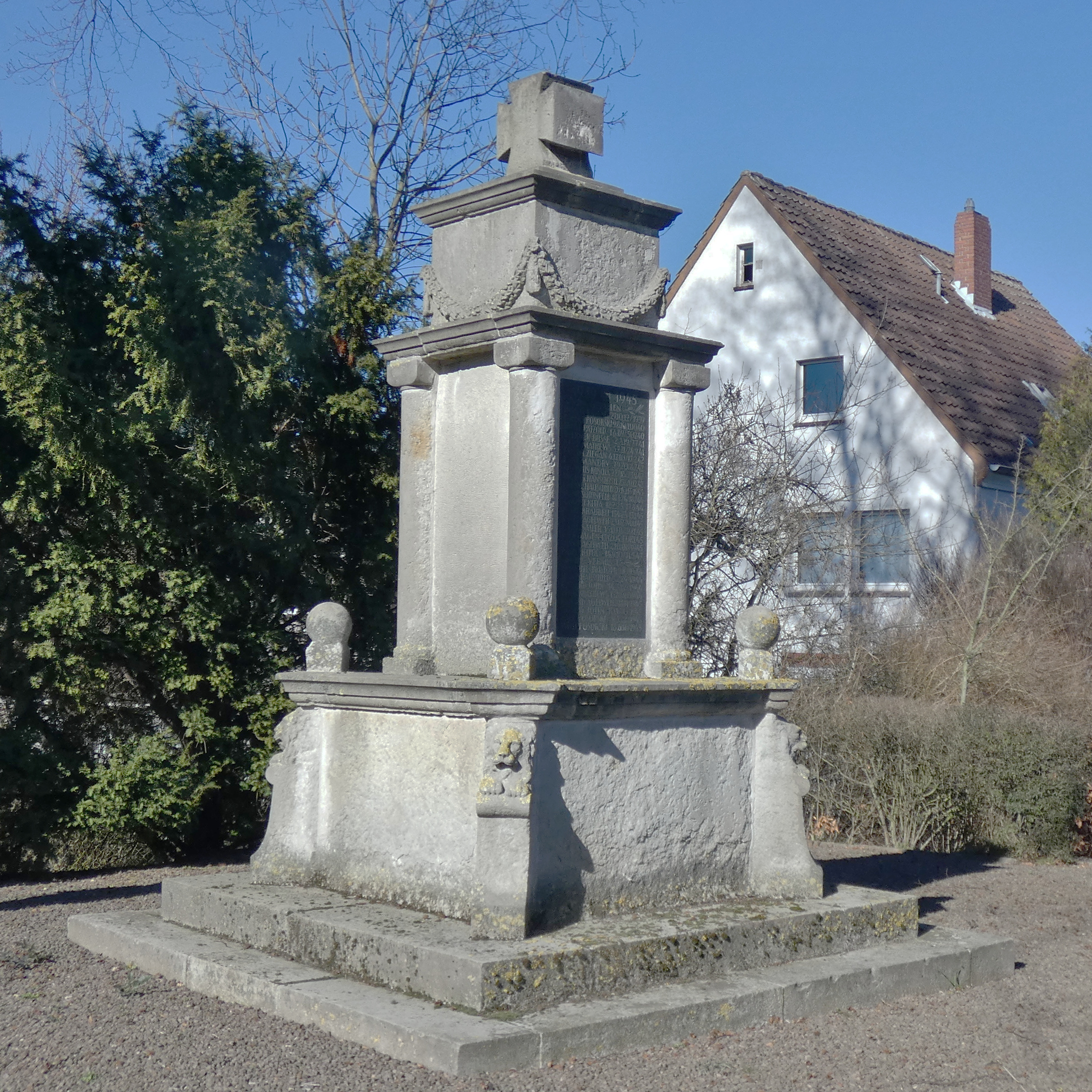
Denkmalseiten aus der Nähe

Das Denkmal wurde südöstlich des Ortes Northen am Westhang des Benther Berges errichtet. Inzwischen ist der Standort am Benther-Berg-Weg von später entstandenen Wohnhäusern umgeben.
Das Denkmal steht auf einer von Hecken umgebenen Grünfläche im Schatten mehrerer Rotbuchen.
An der Nordseite ist es über eine sechsstufige Treppe erschlossen.
Das Denkmal ist auf einem quadratischen Unterbau aufgebaut.
Der schlichte Sockel ist an jeder Ecke mit einem hervorstehenden Löwenrelief geschmückt.
Darüber steht zwischen vier steinernen Kugeln ein großer mit Steinsäulen an den Ecken gegliederter Quader. in drei seiner Seiten sind Inschrifttafeln eingelassen.
Die obere Stufe wird von einem weiteren Sandsteinquader mit einem an allen Seiten herausgearbeiteten Ehrengirlanden-Relief verziert. Die Frontseite ziert zusätzlich ein Stahlhelm-Relief.
Oben auf dem Denkmal ist ein steinernes Tatzenkreuz angebracht.

## Inschriften
Die Denkmalinschrift lautet:

„UNSEREN

GEFALLENEN

ZUM GEDENKEN

GEWIDMET

DIE GEMEINDE NORTHEN

+ + + +

1914 ✠ 1918

1939 ✠ 1945“

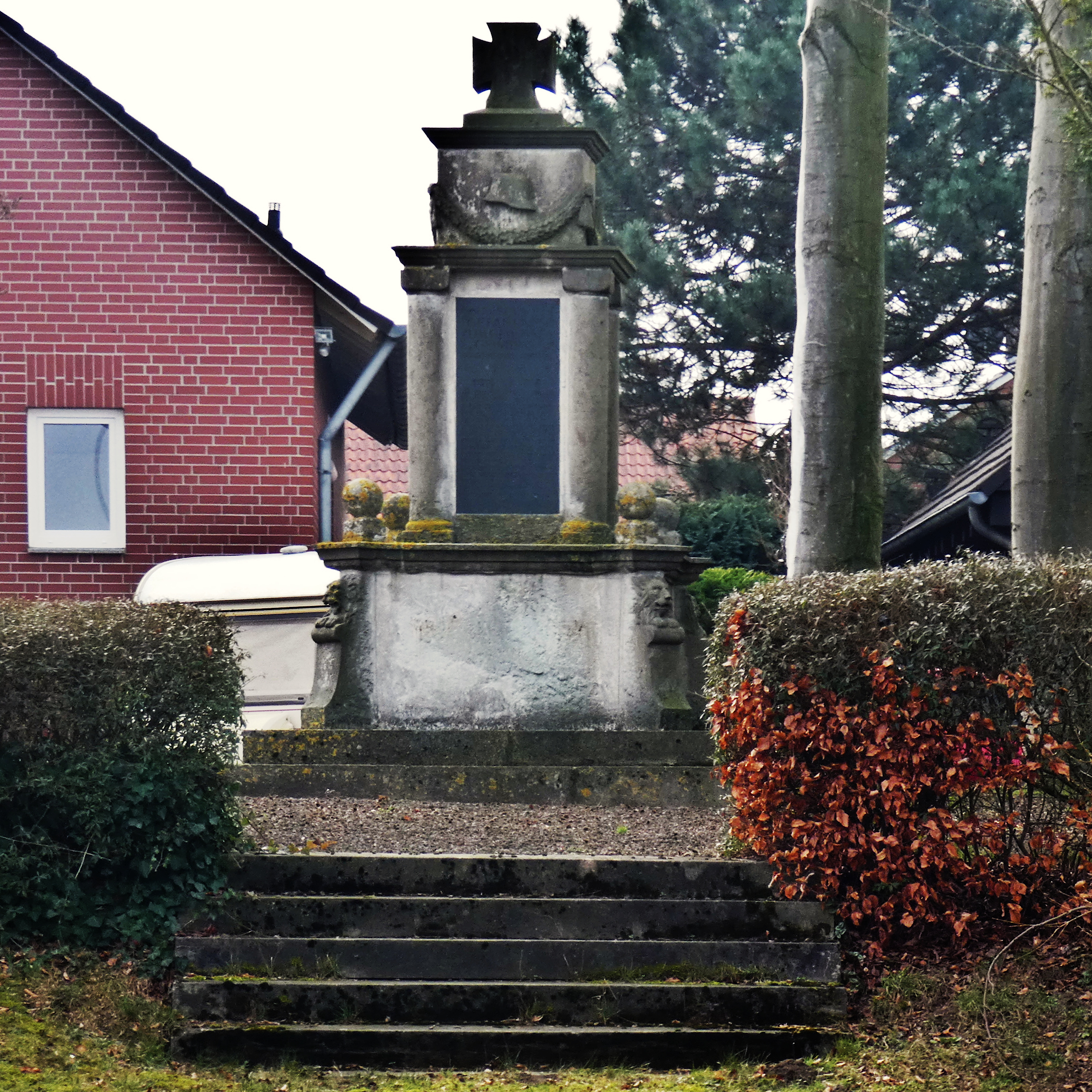
Vorderseite des Denkmals

Die Inschrifttafeln nennen jeweils Name, Vorname Geburtsdatum und Todesdatum für 14 Gefallene oder Vermisste des Ersten Weltkriegs und 52 Gefallene oder Vermisste des Zweiten Weltkriegs.